# Artūras Javtokas
Artūras Javtokas (Šiauliai, Lituania, 27 de enero de 1977) es un exjugador de baloncesto lituano. Medía 2,06 metros y actuaba en la posición de pívot. Es el hermano mayor de Robertas Javtokas.

## Trayectoria
Javtokas surgió de la cantera del BC Šiauliai, club con el que llegó a debutar con el equipo superior en 1995.
En 1997 dejó su país para ingresar al circuito del baloncesto universitario estadounidense. Estuvo dos años en el Western Nebraska Community College, donde se lució jugando para los Cougars en la NJCAA (terminó seleccionado como All-American en 1999). La Universidad de Clemson lo reclutó en junio de 1999 para que jugara con los Tigers en la Atlantic Coast Conference de la División I de la NCAA. Sin embargo en enero de 2000 dejó el equipo, cediéndole su puesto a su compatriota Tomas Nagys.
Aunque su intención era quedarse en los Estados Unidos y jugar en la CBA con el Rockford Lightning, terminó migrando a Rusia para incorporarse al Ural Great Perm. Esa temporada el equipo conquistaría la Superliga de Baloncesto de Rusia y la North European Basketball League, pero Javtokas regresó a Lituania antes de que concluyeran ambos campeonatos.
Jugó para el Lietuvos Rytas (con el que ganó la liga local en 2002) y para el Zalguiris Kaunas (con el que ganó la liga local en 2004). Luego de ello decidió retirarse como jugador profesional.
Tras dejar el deporte se desempeñó como representante de jugadores, presidente del BC Šiauliai y organizador de campeonatos amateurs de baloncesto. 

## Selección nacional
Javtokas representó a Lituania en el Eurobasket Sub-22 de 1998.